# Ми-17
Мил Ми-17 (познат като Хип в НАТО) e моделът за износ на руския вертолет Ми-8. Той се произвежда в Казан и Улан Уде. Специално е създаден от СССР за съветската война в Афганистан.

## История
Ми-17 е разработен на основата на Ми-8. Външно Ми-17 се различава от Ми-8 по опашния винт, който е от лявата страна на опашната греда, входните отвори на двигателите са оборудвани с прахозащитни устройства (ПЗУ), а до изпускателното устройство на левия двигател се вижда изпускателното устройство на пусковия двигател АИ-9. Ми-17 е снабден с по-мощни двигатели ТВ3-117, носещ винт и главен редуктор от Ми-14. Тялото е с подсилени греди за по-голямо натоварване и, съответно, товароподемност.

## Тактико-технически характеристики
Екипаж: двама пилоти и един инженер
Капацитет: 30 войници
Дължина: 18.465 m
Диаметър на ротора: 21.25 m
Височина: 4.76 m
Тегло (празен): 7,489 к
Тегло (пълен): 11100 кг
Двигатели2 × Klimov TV3-117VM turboshafts, 1,633 kW (2,190 shp)всеки
Максимална скорост: 250 km / h (135 възела, 155 mph)
Обхват: 465 km (251 НИМ, 289 мили) (стандартно гориво)

## Модификации
- Ми-8МТВ
- Ми-17В-1
- Ми-17В-5

## Оператори

### Военни оператори
- Азербайджан
- Алжир
- Афганистан
- Албания
- Ангола
- Армения
- Беларус
- Бангладеш
- Бутан
- Босна и Херцеговина
- България
  - Военновъздушни сили на България – 18 Ми-17(Ми-8МТВ)
- Буркина Фасо
- Венецуела
- Еритрея
- Етиопия
- Ирак
- Иран
- Индия
  - ВВС
- Индонезия
- Йемен
- Казахстан
- Китай
- Куба
- Малайзия
- Мианмар
- Полша
- Перу
- Русия
  - Военновъздушни сили на Руската федерация – 100
- Монголия – 11 Ми-17 – Ми-8
- Северна Корея
- Сърбия
- Сирия
- Словакия
- СССР
- Судан
- Туркменистан
- Узбекистан
- Унгария
- Украйна

### Граждански оператори
- Азербайджан: Azerbaijan Airlines
- Естония: Border Guard
- Китай: China Northern Airlines
- Китай: Eastern General Aviation
- Куба: Aerogaviota